# Balboa (Trabada)
Balboa (llamada oficialmente Santa María Madanela da Valboa) es una parroquia española del municipio de Trabada, en la provincia de Lugo, Galicia.

## Otras denominaciones
La parroquia también es conocida por el nombre de Santa María Magdalena de Balboa.

## Organización territorial
La parroquia está formada por catorce entidades de población, constando trece de ellas en el nomenclátor del Instituto Nacional de Estadística español:

### Entidades de población
Entidades de población que forman parte de la parroquia:
- Biduedo
- Cabanas (As Cabanas)
- Carrís (Os Carrís)
- Corredoira (A Corredoira)
- Iglesia (A Igrexa)
- Pozos (Os Pozos)
- Regocorto (Rego Corto)
- Rego do Galo
- Salgueiro (O Salgueiro)
- Sequeiro
- Vilafernando

### Despoblados
Despoblados que forman parte de la parroquia:
- Casal (O Casal)
- Francas
- Lavandeira (A Lavandeira)

## Demografía
| Gráfica de evolución demográfica de Balboa entre 2000 y 2021 |
|                                                              |
| Datos según el nomenclátor publicado por el INE.             |